# آرتی شاو: زمان چیزی است که به‌دست آورده‌ای
آرتی شاو: زمان چیزی است که به‌دست آورده‌ای (انگلیسی: Artie Shaw: Time Is All You've Got) فیلمی کانادایی در ژانر مستند به کارگردانی بریجیت برمن است که در سال ۱۹۸۶ منتشر شد. این فیلم در مورد نوازنده کلارینت، آرتی شاو است. این فیلم در سال ۱۹۸۶ به طور مشترک با فیلم بی‌خانمانی در آمریکا، برنده جایزه اسکار بهترین فیلم مستند شده است.